# إعاقة

رموز متعلقة بأنواع الإعاقة (مثل الصم والبكم والعمى)

الشعار الدولي للإعاقة البدنية - الكرسي المتحرك.

الإعاقة وهي حسب تعريف منظمة الصحة العالمية: «الإعاقة هو مصطلح يغطي العجز، والقيود على النشاط، ومقيدات المشاركة. والعجز هي مشكلة في وظيفة الجسم أو هيكله، والحد من النشاط هو الصعوبة التي يواجهها الفرد في تنفيذ مهمة أو عمل، في حين أن تقييد المشاركة هي المشكلة التي يعاني منها الفرد في المشاركة في مواقف الحياة، وبالتالي فالإعاقة هي ظاهرة معقدة، والتي تعكس التفاعل بين ملامح جسم الشخص وملامح المجتمع الذي يعيش فيه أو الذي تعيش فيه».
ويعرّف أيضا بأنه: حالة تحد من قدرة الفرد على القيام بوظيفة واحدة أو أكثر من الوظائف التي تعدّ أساسية في الحياة اليومية كالعناية بالذات أو ممارسة العلاقة الاجتماعية والنشاطات الاقتصادية وذلك ضمن الحدود التي تعدّ طبيعية. أو هي عدم تمكن المرء من الحصول على الاكتفاء الذاتي وجعله في حاجة مستمرة إلى معونة الآخرين، وإلى تربية خاصة تساعده على التغلب على إعاقته.
ويعرَّف ذو الإعاقة بأنه «الشخص الذي انخفضت إمكانيات حصوله على عمل مناسب بدرجة كبيرة مما يحول دون احتفاظه به نتيجة لقصور بدني أو عقلي»(1). كما يعرَّف ذو الإعاقة بأنه الشخص الذي يختلف عن المستوى الشائع في المجتمع في صفة أو قدرة شخصية سواء كانت ظاهرة كالشلل وبتر الأطراف وكف البصر أو غير ظاهرة مثل التخلف العقلي والصمم والإعاقات السلوكية والعاطفية بحيث يستوجب تعديلاً في المتطلبات التعليمية والتربوية والحياتية بشكل يتفق مع قدرات وإمكانات الشخص المعاق مهما كانت محدودة ليكون بالإمكان تنمية تلك القدرات إلى أقصى حد ممكن.
الإعاقة هي إحدى المفاهيم التي يوجد جدال بشأنها، لأنها تحمل معاني مختلفة في مجتمعات مختلفة. قد يستخدم مصطلح «إعاقة» ليشير إلى السمات العقلية أو البدنية التي تعتبرها بعض المؤسسات، خاصة المؤسسات الطبية، احتياج ينبغي معالجته (النموذج الطبي) أوقد تشير أيضاً إلى القيود المفروضة على الأشخاص بواسطة معوقات المجتمع الذي يوجد به تمييز ضد الأشخاص ذوي الإعاقة (النموذج الاجتماعي) أوقد يستخدم المصطلح للإشارة إلى هوية الأشخاص ذوي الإعاقة. تعتبر القدرة الوظيفية النفسية هي مقياس مستوى أداء الفرد الذي يقيس قدرة الشخص على أداء المهام البدنية في الحياة اليومية ومدى سهولة أداء هذه المهام. كما تتراجع القدرة الوظيفية النفسية بالتقدم في العمر لتتسبب في العجز والاضطرابات الإدراكية والبدنية وقد يؤدي كل ذلك إلى تسمية هؤلاء الأفراد بالأشخاص ذوي الإعاقة.

## مصطلح إعاقة

### معاق
لقد تم الاستهانة بالمعوقين نتيجة للموروث المجتمعي الخاطئ الذي يعتقد أن الإعاقة إشارة إلى التسول. المصطلح بالانجليزية هو Handincapped مشتق بالفعل من لعبة قديم، Hand-i-cap، حيث يتاجر لاعبان بممتلكات، بينما يحكم شخص ثالث المحايد على الفرق في القيمة بين الممتلكات. امتد المفهوم للشخص حتى أصبح سباق الإعاقة. في منتصف القرن الثامن عشر. في سباق المعاقين، حيث تحمل الخيول أوزانا مختلفة بغرض اعاقتها بناء على تقدير الحكم حتى تعمل على قدم المساواة. وفي أوائل القرن العشرين، ظهر استخدام المصطلح لوصف شخص ذي إعاقة -بالامتداد من سباق المعاقين، وهو شخص يحمل عبئا أكبر من المعتاد.

### التمكين
القدرة على الذهاب الأماكن والقيام بالأشياء. يكافح الأشخاص الذين يعانون من أنواع معينة من الإعاقات من أجل الوصول المتكافئ إلى بعض الأشياء في المجتمع. على سبيل المثال، لا يمكن للشخص المكفوف قراءة بطاقات الاقتراع المطبوعة المطبوعة، وبالتالي لا يستطيع الوصول إلى التصويت الذي يتطلب الاقتراع الورقي.

### التكيف مع المجتمع
التغيير الذي يمكن الوصول اليه لزيادة تكيف أصحاب الإعاقة في المجتمع. على سبيل المثال، إذا كانت بطاقات الاقتراع متاحة بطريقة برايل أو على آلة تحويل النص إلى كلام، أو إذا قرأ شخص آخرالاقتراع على الشخص الكفيف وقائمة الخيارات، فسيكون للشخص المكفوف حق الوصول إلى التصويت.

## مبادئ حماية الأشخاص المصابين بمرض عقلي وتحسين العناية بالصحة العقلية
اعتمدت ونشرت على الملأ بموجب قرار الجمعية العامة للأمم المتحدة 46/119 المؤرخ في 17 كانون الأول/ديسمبر 1991.
مبادئ حماية الأشخاص المصابين بمرض عقلي وتحسين العناية بالصحة العقلية

### إعلان الأمم المتحدة حول حقوق المعاقين
1. كلمة «معاق» تعنى شخصاً عاجزاً كلياً أو جزئياً عن ضمان حياة شخصية واجتماعية أو طبيعية نتيجة نقص خلقي وغير خلقي في قدراته الجسمية أو الفكرية.
2. يتمتع المعاقون بجميع الحقوق التي لا يتضمنها هذا البيان، وسيمنح المعاقون جميعهم هذه الحقوق من دون استثناء، ولا تمييز بعرق أو لون أو جنس أو لغة أو سياسة أو طبقة أو قرار أو أي أمر يتعلق بالمعاق نفسه أو عائلته.
3. للمعاق حق مكتسب في الحصول على الاحترام، ومهما يكن سبب الإعاقة وطبيعتها وخطورتها، فللمعاق الحقوق الأساسية نفسها كما لمواطنيه الذين هم في سنه، وهذا يعنى في الدرجة الأولى حقه في حياة كريمة مهما أمكن ذلك.
4. للمعاق الحقوق المدنية والسياسية نفسها التي للأشخاص الآخرين والفقرة السابقة في الإعلان عن حقوق المتخلفين عقلياً تنطبق على أي حد محتمل لهذه الحقوق لدى المتخلفين عقلياً.
5. للمعاقين الحق في الاستفادة من الخدمات الطبية بما في ذلك الجراحة الترقيعية (إضافة عضو صناعي) أو إعادة التأهيل طبياً والمشورة في صدد التوظيف وسوى ذلك من الخدمات التي تؤهل المعاقين لتنمية قدراتهم ومواهبهم وتسرع عملية اندماجهم في المجتمع.
6. للمعاقين الحق في ضمان اقتصادي واجتماعي وفي حياة كريمة، ولهم الحق حسبما تسمح إعاقتهم في الاحتفاظ بعملهم أو شغل وظيفة مفيدة ومنتجة ومريحة وفي الانضمام إلى نقابات العمال.
7. تؤخذ الحاجات الخاصة للمعاقين في الاعتبار في كل مراحل التخطيط الاقتصادي والاجتماعي.
8. للمعاقين حق العيش مع عائلاتهم أو مع والديهم بالتبني وحق الاشتراك في كل الأنشطة الاجتماعية والإبداعية والاستجمامية، ولن يتعرض أي معاق لأي تمييز في المعاملة فيما يخص المسكن إلا إذا استدعت حالته ذلك أو إذا كان ذلك يسفر عن تحسن في حالته، وإذا كان بقاء المعاق في مؤسسة خاصة أمراً لا مفر منه فيجب أن تتوفر في المؤسسة شروط تؤمن له حياة أقرب ما تكون إلى الحياة العادية لأي إنسان في سنه.
9. تؤمن للمعاقين حمايـة مـن كل أشكال الاستغلال والتمييز والظلم وانتهاك الكرامة.
10. يكون في وسع المعاقين الإفادة من الخدمات القانونية متى كانت هذه الخدمات ضرورية لحمايتهم وحماية ممتلكاتهم، أما إذا رفعت ضدهم دعوى قضائية فسوف تؤخذ حالتهم الجسدية والعقلية في الاعتبار.
11. تؤخـذ مشـورة المؤسسات المعنية بالمعاقين للإفادة منها فيما يتعلق بحقوقهم.
12. سيتم إعلام المعاقين وعائلاتهم ومجتمعاتهم عبر كل الوسائل بكل الحقوق التي وردت في هذا البيان[6]

## الإعاقة والنازية
إن الاضطهاد الشرير والمنهجي للمعوقين خلال حقبة النازية تم تجاهله والتقليل بشأنه بشكل كبير في البحوث التاريخية للتذكر الجماعي للمحرقة. والنتيجة هي جهل عام وعلى نطاق واسع بهذه الفظائع _جهل كثيراً من الأحيان تمارسه اللامبالاة السرمدية للسياسيين، والأكاديميين، ووسائل الإعلام. وعلاوة على ذلك، فإن اتخاذ تدابير للتعويض تكاد تكون معدومة.
يعتقد بعض الناس عن خطأ أن عدد الضحايا المعوقين صغير نسبياً. ومع ذلك، فإن الأدلة الوافرة تثبت أن المعوقين تعرضوا للعمل القسري، ونهبوا، واستغلوا، سواءً داخل ألمانيا أو في الأراضي المحتلة التي ظفر النازيون بها. وفي جميع الأحوال كالضحايا الآخرين، فقد عان المعوقون وخسروا.
ومع ذلك، فإن الحد الأقصى للفظائع التي تعرض المعوقون لها قد لا يُعرف ابدا. وحتى وقت قريب جداً، قليلاً كانت البحوث التاريخية عن الضحايا المعوقين للمحرقة. حتى اليوم، بدأت حفنة من العلماء تركز اهتمامها على هذه المهمة. وبالإضافة إلى ذلك، فإن تجميع المواد اللازمة عن المعوقين والمحرقة أمراً بالغ الصعوبة. فمراكز المعلومات حول المحرقة استبعدت تقريباً موضوع المعوقين كمجموعة متميزة. وعلاوة على ذلك، لا يوجد تمويل لمثل هذه الابحاث. وهذه القيود يجب أن يُنظراليهاأيضاً في إطار السجلات التي كانت سرية، والوثائق التي كانت تُغير أو تُدمر والاستغلال الذي لم يدون. وأخيراً فإن برنامج التعقيم القسري الجماعي النازي، أدي الي عدم ترك الضحايا لأطفال ليحكوا قصصهم.
ومع ذلك، فإن عدم القدرة على توثيق كامل لما إرتُكب من الجرائم الفظيعة ضد الرجال والنساء والأطفال المعوقين لا يمكن أن يمحو ما حدث لهم. إن الاستغلال والاضطهاد النازي للمعوقين كان فظيعاً. وشمل نهب الممتلكات والقتل الجماعي والمعاملة الوحشية والتجارب الطبية، والعمل الاستعبادي والقسري، والتعقيم القسري الجماعي، والسجن في معسكرات الاعتقال المروعة وغيرها من أشكال الإهانة والاستغلال. فالحكومة الألمانية، بمساعدة كامل المهنة الطبية الألمانية، قامت بصورة منهجية بذبح مئات الآلاف المعوقين والتعقيم بالقوة لمئات الآلاف من المعوقين الآخرين.
المعوقون اقتيدوا إلى مراكز القتل، وبيوت المسنين، ومعسكرات الاعتقال. ومن خلال إدخالهم في طواقم العمل القسري، كانوا يُشغلون حتى الموت من قبل الشركات الألمانية. وكانوا محل تجارب طبية مروعة. الآن خلص العلماء إلى أن أدق وصف ممكن للاضطهاد النازي للمعوقين هو الإبادة الجماعية أي الإفناء المنظم لمجموعة محددة بيولوجياً من الضحايا.
مجموعة الضحايا شملت جميع أنواع الإعاقة. وبدلاً من قبول الإعاقة بوصفها جانباً من جوانب الحياة في كل المجتمعات، أعتبرت الأيديولوجية الألمانية الإعاقة دليل على الانحلال وأعتبرت جميع أنواع المعوقين تقريباً «حياة لا تستحق الحياة». المصابون بجميع أنواع الإعاقات من الذين يعانون من الاكتئاب، والإعاقة التعليمية والمعرفية، والشلل الدماغي، وأنواع الخلل المرضي مثل الضمور العضلي، والسرطان، وعاهات الحركة، و«بطئ التعلم»، والصمم والعمى كانوا يُوصفون بأنهم «أكلة عديمي الفائدة». المعوقون كانوا أول ضحايا جهود هتلر الرامية إلى إنشاء العرق السيد؛
إبادة المعوقين كانت عنصراً رئيسياً للخطة النازية لـ«تنقية ما يُسمي بالعرق الآري».و كان المعوقون أيضاً آخر الضحايا، حيث أستمرت عمليات القتل حتى بعدإنهيار آلة الحرب الألمانية.

## التعريفات

### الإعاقة
بعض الأفراد الذين يعانون من صوراً للعجز لا يحبذون استخدام مصطلح «الإعاقة» بسبب المعتقد بأنه يعني أن شخصاً ما لا يعمل ويقوم بالتسول مستخدماً قبعةً في يديه. ويبدو هذا، بالرغم من ذلك، أنه ليس بالمصدر الصحيح لتلك المفردة. فقد ظهرت لأول مرةٍ في أحد ألعاب القمار تحت مسمى (هاند إن كاب) أو لعبة اليد في القلنسوة في القرن السابع عشر والتي يقوم اللاعبون فيها بوضع الأموال في القلنسوة. والتي تنتقل لاحقاً إلى حصانٍ يتسابق والتي تعني عودة أقوى المتنافسين إلى الميدان من خلال إعطائهم المزيد من الوزن الإضافي ليحملوه. وفي لعبة الغولف، أصبحت تلك الكلمة تشير إلى عدد الضربات التي يستطيع اللاعب أن يختصمها من المجموع بهدف منحه فرصةً ضد أفضل اللاعبين، ومن ثم فإن الإعاقة الأكبر هي ميزةٌ في لعبة الغولف. إلا أنه فقط وفي عام 1915 استخدم ذلك المصطلح لوصف الأفراد ذوي العجز، وذلك عندما بهدف استخدامه لوصف الأطفال المشلولين.

### خدمات رعايه المعاقين
- خدمات رعايه المعاقين عباره عن مجموعه الخدمات الاجتماعيه والتأهيليه بما تتضمنه من أنشطه وبرامج صحيه واجتماعيه ونفسيه وتشغيليه.
- تقدم هذه البرامج للمعاقين طبقا لنوع ودرجه إعاقتهم وتبعا لطبيعه أهداف المؤسسة التي تقدم خدماتها لهم.[8]
- تقدم تلك الخدمات عن طريق الأخصائيين وغيرهم من المهنين المتخصصون كل في مجال تخصصه.
- تستهدف تلك الخدمات مساعده المعاقين علي تغيير أفكارهم واتجاهاتهم عن الذات ومساعدتهم علي حل مشكلاتهم.[8]

### اللغة الأولى للآخرين
بيّن الدليل الإرشادي لنمط جمعية علم النفس الأمريكية أنه عندما يتم تشخيص فردٍ ما ذي ضعف، فإنه يجب استخدام اسم ذلك الفرد أو ضميرٍ يعود عليه في البداية، ثم يجب استخدام عملية توصيف للضعف أو العجز ومن ثم يتم تشخيص وتحديد الضعف، ولكنه ليس بتحويلٍ أو تعديلٍ الفرد. ومن الأمثلة غير الملائمة "حد فاصل"، "شخصٌ أعمى"، أو "طفل متوحد" وكذلك "شخص يعاني من الفصام. كما أوضح الدليل الارشادي للجمعية كذلك أنه يجب وصف الوسيلة التكيفية للفرد بشكلٍ وظيفي تماماً كوسيلةٍ مساعدةٍ للفرد، وليس كأداةٍ تعيق وتحدد سلوكه، مثال على ذلك؛ "المرأة التي تستخدم الكرسي المتحرك" بدلاً من القول "المرأة التي تجلس في أو المقصورة على الكرسي المتحرك."
و نموذجاً آخراً لمفردات "اللغة الأولى للأفراد" يُستخدم في بريطانيا، ولكنه في أغلب الأحيان يكون بصيغة "الأفراد ذوي الضعف" (مثال على ذلك "الأفراد ذوي الضغف البصري"). على الرغم من أن المصطلح المستخدم في بريطانيا "الأفراد العاجزين أو المعاقين" يشير بشكلٍ عامٍ للأفراد ذوي الإعاقات". وقد تم توضيحه من خلال النموذج الاجتماعي والذي يوضح أنه في حين أن إعاقة شخصٍ ما (و منها مثلاً المعاناة من إصابة الحبل الشوكي) تمثل ملكيةُ فرديةُ للفرد، فإن "العجز" هو ناتجٌ لعواملٍ اجتماعيةٍ خارجيةٍ ومنها قلة فرص الوصول بالكرسي المتحرك إلى مكان العمل. وتعد عملية التمييز بين الملكية الفردية للضعف والملكية الاجتماعية للعجز محوراً مركزياً للنموذج الاجتماعي. ويستخدم مصطلح "الافراد العاجزين" بشكلٍ عريضٍ من قبل المنظمات الدولية للأفراد العاجزين أو المعاقين، ومنها المنظمة الدولية للعاجزين (DPI).
و كثيرٌ من الأفراد الذين يعانون من اضطرابات التوحد لا يفضلون مصطلحات اللغة الأولى لأنهم يشعرون أن التوحد جزءٌ من شخصيتهم. ووفقاً لرئيهم، فكونك تنادي على شخصٍ ما بـ «شخصٍ يعاني من اضطرابات التوحد» يتماثل مع عملية فصلٍ للفتحة الفاصلة بين البطين الأيسر والأيمن عن قلب المرء أو أنه حالة عابرة أو قابلة للعلاج.

### الأدبيات
تشير العديد من الكتب حول العجز وحقوق العجز إلى أن «العاجز» هي سمة ليس من الضروري أن يولد الشخص بها، حيث أن صور العجز والإعاقات غالباً ما تُكتسب بصورةٍ أكبر من كونها فطرية. ويستخدم بعض النشطاء في مجال حقوق العجز تلك الصيغة المختصرة تاب، «السليم البنية مؤقتاً»، كتذكيرٍ أن العديد من الأفراد قد يتعرضون لصورةٍ من صور العجز في وقتٍ معينٍ من حياتهم بسبب الحوادث أو المرض (سواءً العضوي أو العقلي أو العاطفي) أو التأثيرات المتأخرة الناشئة عن العوامل الوراثية.

### الذكورة
أوضح المؤلف دانيال ويلسون أن صفات وملامح الذكورة تتضمن القوة والنشاط والسرعة والتحمل أو الجلد والشجاعة. وغالباً ما يحدث تحدٍ لتلك السمات عندما يتم مواجهتها بالعجز وأنه يجب على الصبي أو الرجل أن يعيد تشكيل المعنى المقصود من كون المرء ذكراً. وعلى سبيل المثال، فبدلاً من تعريف «كون المرء ذكراً» من خلال المجهود الجسدي الذي يستطيع المرء القيام به، يجب عليه أن يعيد تعريف ذلك المصطلح من خلال كيفية مواجهة المرء للعالم وأحد صفات العجز أو الإعاقة مصاحبةً له بالإضافة إلى كل العقبات والأنماط التي قد تصاحب تلك الإعاقة أو العجز. وقد وصف ليونارد كريجل في كتابه «الطيران فريداً» أو «فلاينج سولو» رحلته مع مرض شلل الأطفال وعملية تقبل ذلك العجز في عالم يقدّر الكيان الجسمي السوي. حيث كتب «كان لزاماً علىَّ أن أتعلم أن أكون بطل نفسي، المثل الخاص بي الذي أريد اتباعه – وبالأحرى أريد أن أقول أنني كان لزاماً على أن أتعلم أن أعيش في عالمٍ ليس به أابطال أو مثلاً يُحتذى». (ص.40)

### الأنوثة
قد يرى البعض أن النساء العاجزات تواجهن ما يطلق عليه «عجزاً مزدوجاً» والذي يعني أنهن لا يجب عليهن أن يتعاملن فقط مع الأنماط والتحديات المفروضة عليهن بسبب الأنوثة، ولكنهن يجب عليهن أن يتعاملن كذلك مع تلك المفروضة عليهن لكونهن عاجزات. كما تهدف الثقافة كذلك إلى إظهار المرأة في صورةٍ هشةٍ وأضعف من الرجال، وهي تلك الأنماط التي ترقى وترتفع فقط عند تعرض المرأة للعجز أو الإعاقة. وبناءً على نتائج «استقصاء الدخل والمشاركة بالبرنامج»، كما ورد بكتاب العجز الإنجابي، فإن نسبة 74% من النساء المشاركات و90% من الرجال المشاركين بدن عجزٍ هم من الموظفين. وبالمقارنة مع هؤلاء الذين يعانون من أحد صور العجز أو الإعاقة، فإن نسبة 41% من النساء و51% من الرجال هم من الموظفين. علاوةً على ذلك، فإن النساء المشاركات بدون عجزٍ يتقاضون أجراً يقل تقريباً 4.00 دولارات في الساعة عن أقرانهن من الرجال غير المعاقين والمشاركين في البحث. في حين أن النساء اللاتي تعانين من إعاقةٍ أو عجزٍ يحصلن على أجورٍ تقل عن قريناتهن من النساء غير العاجزاتٍ بنحو دولاراً واحداً تقريباً في الساعة أما الرجال العاجزين أو المعاقين يتلقون أجراً أقل بنحو دولارين تقريباً عن أقرانهم غير العاجزين. ومن ثم تقترح تلك النتائج أن النساء بدون عجزٍ تواجهن صعوباتٍ اجتماعيةٍ ضد أقرانهن من الرجال، ولكنه مع إضافة العجز للمعادلة، تتزايد الصعوبات.

## الفقر
هناك علاقة عالمية بين الإعاقة والفقر، تنتج عن مجموعة متنوعة من العوامل. قد تشكل الإعاقة والفقر حلقة مفرغة، حيث تزيد الحواجز المادية ووصمة الإعاقة من صعوبة الحصول على دخل، وهو الأمر الذي يقلل بدوره من الحصول على الرعاية الصحية وغيرها من الضروريات لتمتع بحياة صحية. يشير التقرير الدولي حول الإعاقة إلى أن نصف الأشخاص ذوي الإعاقة لا يستطيعون تحمل تكاليف الرعاية الصحية، مقارنة بثلث الأشخاص القادرين. وفي البلدان التي لا تتوفر فيها خدمات عامة للبالغين من ذوي الإعاقة، قد تكون أسرهم فقيرة.

## الكوارث
المقالة الرئيسية: الإعاقة والكوارث
هناك محدودية في مجال المعرفة البحثية، لكن الكثير التقارير السمعية حول ما يحدث عندما تؤثر الحوادث على الأشخاص ذوي الإعاقة، لأن الأفراد من ذوي الإعاقة يتأثرون بشدة بسبب الكوارث. فالأشخاص ذوي الإعاقات البدنية يمكن أن يكونوا في خطر عند عملية الإخلاء إذا لم تقدم لهم المساعدة. والأشخاص ذوي الإعاقات الذهنية قد يجدون صعوبة في فهم التعليمات التي يجب اتباعها في حال حدوث كارثة. يمكن لكل هذه العوامل أن تزيد من درجة اختلاف الخطر في مواقف حدوث الكوارث مع الأشخاص ذوي الإعاقة.
لطالما وجدت الدراسات البحثية نوع من التمييز ضد الأشخاص ذوي الإعاقة خلال كل مراحل دورة حدوث الكارثة. تعتبر أكثر القيود شيوعاّ هي أن الأشخاص لا يستطيعون الوصول إلى المباني أو المواصلات وأيضاً الخدمات المرتبطة بالكوارث. يرجع سبب استثناء هؤلاء الأشخاص  في جزء منه إلى نقص وجود تدريبات متصلة بالإعاقة مقدمة إلى القائميين التخطيط وموظفي الإغاثة في حالات الطواريء.

## النظرية
يميز التصنيف الدولي لتأدية الوظائف والعجز والصحة والذي أصدرته منظمة الصحة العالمية فيما بين الوظائف الجسدية (الفسيولوجية أو النفسية ومنها البصر مثلاً) والتكوين الجسدي (الأجزاء التشريحية ومنها العين والتركيبات المرتبطة). ويُعرَّف الضعف في البنية الجسدية والوظيفية على أنه ينطوي على وضعٍ شاذٍ أو عيبٍ أو فقدانٍ أو أي انحرافٍ آخر عن المعايير المحددة والمقبولة بشكلٍ عامٍ من قبل الجميع، والتي قد تتأرجح عبر الزمن. ويُعرَّف النشاط على أنه تنفيذٌ لمهمةٍ أو فعلٍ معينٍ. ويسجل التصنيف الدولي لتأدية الوظائف والعجز والصحة تسعة نطاقاتٍ للأداء الوظيفي والتي قد تتأثر:
- التعلم والمعرفة التطبيقية.
- المهام العامة والمتطلبات.
- الاتصال.
- الحركة والتنقل.
- الرعاية الذاتية
- الحياة المنزلية.
- التفاعلات الشخصية والعلاقات.
- مجالات الحياة الرئيسية.
- المجتمع والحياة الاجتماعية والمدنية. (انظر كذلك قائمة الاضطرابات العقلية)

و بالتوافق مع علماء العجز، فإن مقدمة التصنيف الدولي لتأدية الوظائف والعجز والصحة تبين أنه قد تم اقتراح نماذج مفاهيمية متعددة بهدف فهم وشرح العجز والأداء الوظيفي، والذين يهدف التصنيف إلى دمجهما معاً. وتتضمن تلك النماذج ما يلي:

### النموذج الطبي
المقالة الرئيسية: النموذج الطبي للعجز
يستعرض النموذج الطبي العجز على أنه مشكلةٌ خاصةٌ بالشخص، وتنجم بصورةٍ مباشرةٍ عن المرض، أو اعتلالاتٍ صحيةٍ أخرى، أو صدمةٍ أو ظرفٍ صحيٍ آخر والتي نتيجةً لذلك تتطلب رعايةً طبيةً مكثفةً والتي يتم توفيرها على شكل علاجٍ فرديٍ من قبل المحترفين المتخصصين. وفي النموذج الطبي، تهدف مواجهة العجز إلى «العلاج»، أو تعديل الفرد والتغير السلوكي الذي قد يؤدي إلى «علاجٍ على الأغلب» أو علاجٍ فعالٍ للعجز. كما أن الرعاية الطبية المتوفرة بالنموذج الطبي يُنظَر إليها على أنها القضية الرئيسية، وعلى الصعيد السياسي، تعد الاستجابة الرئيسية هي عبارة عن تعديل وإصلاح سياسة الرعاية الصحية.

### النموذج الاجتماعي
المقالة الرئيسية: النموذج الاجتماعي للعجز
يرى النموذج الاجتماعي للعجز قضية «العجز» على أنها مشكلةٌ اجتماعيةٌ ومسألة اندماجٍ كاملٍ للأفراد في المجتمع (انظر الدمج (حقوق العجز)). ووفقاً لهذا النموذج، لا يعزو العجز إلى الفرد، إلا أنه يرجع إلى مجموعةٍ مركبةٍ من الظروف، والتي ينجم الكثير منها عن البيئة الاجتماعية. ومن ثم، فإن مواجهة وعلاج تلك المشكلة يتطلب العمل الاجتماعي والمسؤولية المشتركة للمجتمع بصورته الأكبر وذلك بهدف التوصل للتعديلات البيئية اللازمة للمشاركة الكلية للأفراد العاجزين والمعاقين في كل مجالات الحياة الاجتماعية. ومن هنا، فإن تلك القضية تتسم بأنها قضيةٌ ثقافيةٌ وفكريةٌ وتتطلب تغيراً اجتماعياً واسع النطاق، على الصعيد الفردي والمجتمعي. ومن هذا المنظور، فإن عملية تقبل شخصٍ ما ذي ضعفٍ أو عجزٍ هي ضمن نطاق اهتمام حقوق الإنسان.

### نماذج أخرى
- النموذج الطيفي: وهو يشير إلى مدى الوضوح والمسموعية والحساسية والتي وفقاً لها جميعاً يُوَظف الأفراد ويحصلون على العمل. ويؤكد هذا النموذج أن العجز ليس بالضروري أن يعني نقص الدرجة الطيفية للعمليات
- النموذج الأخلاقي (باو 1978) وهو يشير إلى الاتجاه الخاص بأن البشر مسؤولون أخلاقياً عن عجزهم. وعلى سبيل المثال، العجز قد يُنظر إليه على أنه نتيجة لأفعال الآباء السيئة لو كان عجزاً وراثيا، أو على أنه نتيجة ممارسة السحر إن لم يكن بالوراثي. وقد يُنظر إلى هذا الاتجاه على أنه فرعٌ أصولي[ ؟ ] في الدين مرتبطٌ بجذور الحيوان المتأصلة بالبشر عندما كان يقتل المرء الطفل الصغير الذي لا يستطيع الاعتماد على ذاته في العيش بالبرية. ويمكن ملاحظة أصداء ذلك الاتجاه في عقيدة الكارما بالديانات الهندية.
- نموذج الخبير/المحترف والذي أتاح فررصة الحصول على مجموعة من الإجابات التقليدية لقضايا العجز والتي يمكن اعتبارها فرعاً من النموذج الطبي. ويتبع المختصون في إطار نطاق ذلك النموذج عملية التعرف على الضعف وحدوده (باستخدام النموذج الطبي)، والقيام بالتصرف الضروري لتحسين وضع أو مكان الشخص العاجز. وهدف هذا إلى تقديم نظاماً يقوم فيه موفر الخدمة الأكثر نشاطاً وصاحب السلطة بتشخيص والتعامل مع المريض السلبي.
- النموذج المأساوي/الخيري والذي يصور الشخص العاجز على أنه ضحية الظروف والذي يستحق الشفقة. ويعد هذا النموذج بالإضافة إلى النموذج الطبي هما النموذجان الأكثر استخداماً من قبل الأفراد غير العاجزين لتعريف وشرح العجز.
- النموذج الشرعي والذي يوضح العجز على أنه تقريرٌ مبنيٌ على القيم والذي حوله تُعد تفسيرات الأفراد غير نمطيين عمليةً مشروعةً للعضوية ضمن فئة العجز. وتسمح وجهة النظر تلك للعديد من التفسيرات والنماذج ليتم اعتبارها على أنها هادفة وقابلة للتطبيق (DePoy & Gilson, 2004) (إليزابيث ديبوي & ستيفن جيلستون).
- النموذج المعدل اجتماعياً يبين أن عجز الفرد يطرح بعض الحدود في مجتمع الأصحاء، وفي بعض الأحيان يصبح المجتمع المحيط والبيئة أكثر تقييداً عن العجز نفسه.[15]
- النموذج الاقتصادي يعرف العجز على أنه عدم قدرة الفرد على ممارسة العمل. كما يقيم الدرجة التي عندها يوثر الضعف على القدرة الإنتاجية للفرد والآثار الاقتصادية لذلك على الفرد، وصاحب العمل والدولة. وتتضمن مثل تلك الآثار فقدان الدخل والدفع من أجل الحصول على المساعدة من قبل الأفراد؛ وهوامش ربحية أقل لصاحب العمل؛ ومدفوعات الضمان الاجتماعي. ويرتبط ذلك النموذج بشكلٍ مباشرٍ مع النموذج المأساوي/الخيري.
- النموذج التمكيني يسمح للشخص العاجز واسرته أن يقرروا مسار العلاج والخدمات التي يرغبون في الاستفادة منها. وهذا بدوره يحول المحترف إلى موفر للخدمة ويتمثل دوره في توفير الإرشاد وتنفيذ قرارات المريض. وبشكلٍ آخرٍ فإن هذا النموذج «يمكن» الفرد من تحقيق أهدافه.[15]
- نموذج السوق للعجز يتمثل في حقوق الأقلية والنموذج الاستهلاكي للعجز والذي يعرف الأفراد العاجزين ذوي الإعاقات وأصحاب المصالح أو القائمين على متطلباتهم على أنهم يمثلون فئةً كبيرةً من المستهلكين، أصحاب الأعمال وكذلك المصوتين. وينظهر ذلك النموذج تجاه الهوية الشخصية بهدف تعريف العجز وتشخيصه بالإضافة إلى تمكين الأفراد من تقرير ورسم مصيرهم في حياتهم اليومية، مع التركيز بشكلٍ خاصٍ على التمكين الاقتصادي. ومن خلال هذا النموذج والذي يعتمد على بيانات الإحصاء السكاني الأمريكي، يوجد نحو 1.2 مليار فرد في العالم يعدّون أنفسهم عاجزين ويعانون من صورةٍ من صور العجز. بالإضافة إلى مليارين آخرين من السكان يعدون أصحاب مصالح أو قائمين على متطلبات العاجزين (الأسرة/ الأصدقاء/ وأصحاب الأعمال)، وعندما يتم جمعهم مع هؤلاء الأفراد الأصحاء الذين لا يعانون من العجز، نجد نسبتهم تصل إلى 53% من إجمالي السكان. وقد بين هذا النموذج أنه بسبب حجم السكان، فإن الشركات والحكومات ستخدم الرغبات، والمدفوعة من خلال الطلب حيث ستصبح الرسالة شائعة في إطار التيار الثقافي.[16]

## الإدارة

### التقنية المساعدة

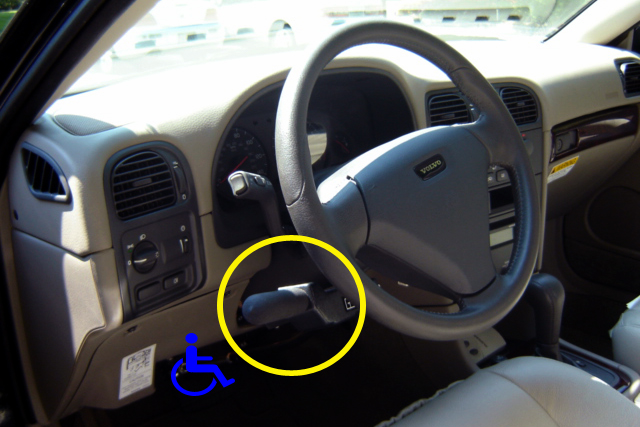
جهاز استعمال يدوي يسمح بالقيادة الطبيعية للأفراد ذوي عجز في أقدامهم بسيارة آلية.

يعد مصطلح التقنية المساعدة مصطلحاً شاملاً للأجهزة والتعديلات (للفرد أو داخل المجتمع) والتي تساعد في التغلب على أو التخلص من العجز. وأول مثال مسجل كان عبارة عن استخدام الأعضاء الاصطناعية والتي يرجع تاريخها إلى ما لا يقل عن 1800 قبل ميلاد المسيح.
و مثال آخر أكثر حداثة يتمثل في الكرسي المتحرك، والذي يرجع تاريخه إلى القرن السابع عشر الميلادي. كما أن قاطع الرصيف يعد من الابتكارات الهيكلية كذلك. كما أن من الأمثلة الحديثة الأخرى كذلك الإطارات القائمة، ونص الهواتف، ولوحة المفاتيح سهلة الوصول غليها والتعامل معها، بالإضافة إلى الطباعة كبيرة الحجم، وكذلك برامج الحاسوب للتعرف على الصوت. حيث غالباً ما يطور الأفراد العاجزين من عمليات التأقلم والتكيف الفردي والمجتمعي، ومنها على سبيل المثال الخطط اللازمة لكبح التشنجات اللاإرادية أمام العامة (مثال على ذلك كما هو الحال مع متلازمة توريت) أو لغة الإشارة في مجتمعات الصم. وقد ترفض في بعض الأحيان التقنية المساعدة أو تصبح مجالاً للجدل، وعلى سبيل المثال الجدل القائم حول زراعة قوقعة الأذن عند الأطفال.
و تستخدم بعض الرموز للإشارة إلى ما إذا كانت قد وقعت بعض صور التكيف والتوافق.

### الرياضات المعدلة
المقال الرئيسي: رياضات العاجزين

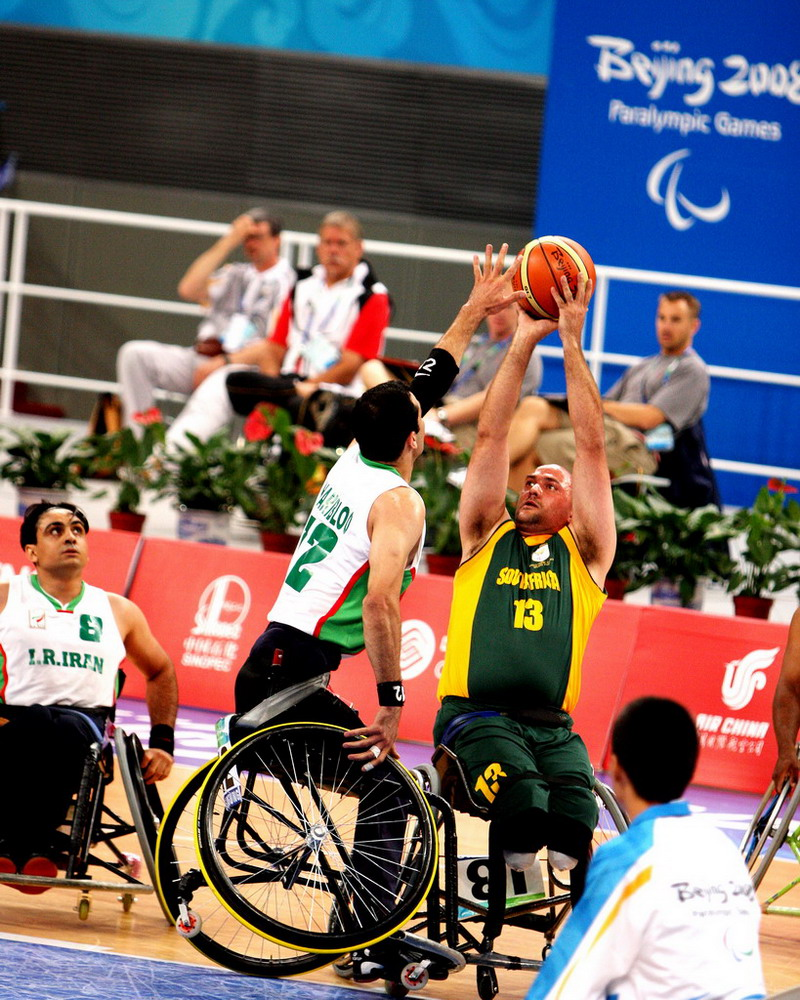
مباراة كرة السلة للمعاقين بين جنوب أفريقيا وإيران في دورة الألعاب الأوليمبية للمعاقين صيف 2008

تقام الآن دورة ألعاب المعاقين (و التي يقصد بها تلك التي تقام إلى جانب الألعاب الأوليمبية) مباشرةً بعد دورة الألعاب الأوليمبية (التي تقام في الصيف والشتاء). ويشارك بدورة الألعاب الأوليمبية للمعاقين الرياضيون الذين يعانون من صورٍ مختلفةٍ للإعاقة أو العجز. وتتواجد في العديد من الدول منظمات مختلفة لتنظيم المنافسات بالألعاب الأوليمبية للمعاقين على مستوياتٍ مختلفةٍ تتنوع من الترفيهية إلى النخبة (مثال على ذلك، منظمة بليز سبورتس أميريكا بالولايات المتحدة الأمريكية).
و قد تم تشكيل الألعاب الخطيرة للأفراد العاجزين، وبشكلٍ خاصٍ هؤلاء الذين يعانون من فقد الأطراف أو اختلاف طول الأطراف، وذلك بهدف تمكينهم من المنافسة في مجال الألعاب الخطيرة. وقد نظمت شركة كوليج بارك إندستريز، وهي شركة صانعة للقدم الصناعية، ذلك الحدث لفتح الطريق أمام الرياضيين العاجزين من المنافسة في مجال تلك الرياضات المتزايدة الشعبية والتي يُطلق عليها أيضاً رياضات الحركة. ويُقام هذا الحدث السنوي صيفاً بمدينة أولاندو، بولاية فلوريدا والذي يشتمل على الركمجة، التزحلق على الماء، تسلق الصخور، ركوب الدراجات الجبلية، التزلج على الماء، ركوب الدراجات البخارية والتجديف. وقد أنشأت المنظمات غير الربحية برامجاً للرياضات التكيفية المتقدمة بهدف الترفيه المنتظم وإتاحة الفرصة لممارسة الرياضة.

### إمكانية استخدام الحاسوب
في الوقت الذي أصبح فيه الكمبيوتر الشخصي متاح في كل مكان، سعت الكثير من المنظمات إلى تطوير برامج وأجهزة بهدف المساعدة في زيادة إمكانية الوصول إلى جهاز الكمبيوتر من قبل العاجزين والمعاقين. وقد صُممت بعض البرامج والأجهزة المكملة للحاسوب ومنها ذا جريد الخاص ب سمارت بوكس أيه تي، وجاوز التابع لفريدم سينتفك، وكذلك برنامج أوركا المفتوح المصدر والمجاني كذلك، بشكلٍ خاصٍ للأفراد العاجزين والمعاقين؛ في حين أن بعض البرامج والأجهزة الطرفية الأخرى مثل التنين المتحدث بصورة طبيعية أو دراجون ناتشورالي سبيكينج التابع لنونس لم يتم تطويرها بشكلٍ خاصٍ للمعاقين أو العاجزين، إلا أنه يُستخدم بهدف زيادة القدرة على الوصول والتعامل مع الحاسوب.
هذا بالإضافة إلى أن بعض المنظمات ومنها أبيليتي نت ويو كان دو إت تقوم بتوفير خدماتٍ تقيميةٍ والتي تحدد أية الوسائل التقنية المساعدة ستقدم أفضل مساعدةٍ للفرد. كما أن تلك المنظمات تقوم كذلك بتدريب العاجزين والمعاقين حول كيفية استخدام التقنية المساعدة المبنية على استخدام الكمبيوتر.
و قد صُممت لوحة مفاتيح لوماك بنيوزيلندا خصيصاً للأفراد العاجزين والمعاقين.
كما يستخدم النشطاء في مجال العجز والإعاقة وكذلك المؤسسات الخيرية الشبكة العالمية (الإنترنت) بهدف الترابط وتحقيق أهدافهم.

## السياسات والدعم الحكومي

### الأمم المتحدة
وافقت الأمم المتحدة في 13 ديسمبر 2006 بصورةٍ رسميةٍ على إتفاقية حقوق المعاقين، وهي أول معاهدة لحقوق الإنسان في القرن الحادي والعشرين، والتي تهدف إلى حماية وزيادة الحقوق والفرص للعاجزين والمعاقين في العالم والذين يقدر عددهم بنحو 650 مليون معاق وعاجز. ومن ثم فقد أصبح من المطلوب من الدول التي وقعت الاتفاقية أن تلتزم بالقوانين القومية وتتخلص من القديم منها، ولذلك يصبح للمعاقين القدرة على سبيل المثال على الحصول على حقوقٍ متعادلةٍ في التعليم، والتوظيف، والحياة الثقافية؛ بالإضافة إلى الحق أن يمتلكوا ويرثوا في في الممتلكات المختلفة؛ وألا يتم التمييز بينهم في الزواج والأطفال، إلخ؛ وألا يصبحوا كيانات مسلوبة الإرادة في التجارب الطبية.
في عام 1976 أطلقت الأمم المتحدة عامها العالمي للمعاقين (1981*، كما أُعيد تسمية العام الدولي للمعاقين فيما بعد مرةً أخرى. وتضمن عقد الأمم المتحدة للمعاقين (1983- 1993) برنامجاً عالمياً للعمل مع ذوي الإعاقة. وفي عام 1979، وكان فرانك بو الشخص المعاق الوحيد الذي مثل أي دولة في التخطيط للعام الدولي للمعاقين (1981). أما اليوم فقد عينت العديد من الدول ممثلين لها من المعاقين. وقد أُختتمت أعمال العقد بخطابٍ لروبرت دافيلا أمام الجمعية العمومية. وكلً من بو ودافيلا أصم. وفي عام 1984، وافقت اليونسكو على لغة الإشارة ليتم استخدامها في تعليم الأطفال والشباب الصم.

### كوستاريكا
و بموجب قانون تكافؤ الفرص، لا يمكن تمييز فردٍ ذي إعاقةٍ أو عجزٍ لو كان عنده المقدرة مثل أقرانه من الأفراد الآخرين. ويعزز هذا القانون أيضاً أن الأماكن ووسائل النقل العامة لابد أن يتوافر بها تسهيلات تمكن العاجزين والمعاقين من الوصول إليها.
و يتم الاحتفال في 28 من مايو كل عام باليوم القومي للمعاقين بهدف تعزيز احترام هذه الفئة من الشعب.
و يحارب حالياً الحزب السياسي (حزب الوصول بدون استثناء) من أجل حقوق المعاقين ويلاحظ أن أحد أعضاء الكونغرس؛ أوسكار لوبيز، أعمى.

### المملكة البريطانية المتحدة
و بموجب قانون تمييز العجز (1995 والذي تم مده في عام 2005)، أصبح من غير المشروع على المنظمات أن تميز (تعامل المعاق أو العاجز بدرجةٍ أقل تفضيلاً، لأسبابٍ متعلقةٍ بعجز الفرد، وبدون مبرر) في مجال الوظيفة؛ الحصول على السلع، التسهيلات، الخدمات؛ الإدارة، شراء أو تأجير الأرض أو الممتلكات؛ والتعليم. ومن ثم يجب أن تعدل الأعمال المختلفة (تعديلاتٍ مبررةٍ) من سياساتها أو ممارساتها، أو الجوانب المادية لأماكن أعمالهم وإقاماتهم، وذلك بهدف تجنب أي تمييزٍ غير مباشرٍ.
و قد أُتيحت العديد من خدمات الدعم المالي والرعاية ومنها إعانة العجز وبدل معيشة العاجزين.

#### الوظيفة
يعد منتدى أصحاب العمل للمعاقين منظمةً ذات عضويةٍ للشركات بالمملكة البريطانية المتحدة. وعلى أثر المقدمة الخاصة بقانون تمييز العجز والإعاقة، فقد اعترفت عضوية منتدى أصحاب العمل للمعاقين بالحاجة إلى وجود أداةٍ يستطيعون من خلالها قياس أدائهم مع العجز على أساسٍ سنويٍ.
و في عام 2005 شاركت 80 منظمة في معيار العجز القياسي من خلال تقديم الإحصائيات التي تسلط الأضواء على أداء المملكة البريطانية كأمة لأصحاب الأعمال.
و على أثر النجاح الذي حققته أول علامة لمعيار العجز، شهد عام 2007 الكلمة الاستهلالية التي ألقاها المدير التنفيذي لجوائز دياموند للأداء المتميز بالإضافة إلى مشاركة 116 منظمة في فرصة مقارنة الاتجاهات عبر مجموعةٍ كبيرةٍ من أصحاب الأعمال البريطانيين بالإضافة إلى السيطرة على التقدم الذي تم إنجازه في مجال العجز والإعاقة.
أما عام 2009 فسيشهد العلامة الثالثة، والذي سيطلق عليه؛ عام 2009 لمعيار العجز. حيث تعهد منتدى أصحاب الأعمال للمعاقين أنها ستكون المرة الأولى التي سينشرون فيها قائمةً بعشرة أصحاب أعلى أداء والذين سيتم تكريمهم في احتفالٍ لتوزيع الجوائز في ديسمبر 2009.

### الولايات المتحدة الأمريكية

#### التمييز الوظيفي
يتطلب قانون إعادة التأهيل 1973 الأمريكي أن تقوم كل المنظمات والتي تتلقى الدعم الحكومي بتوفير برامج وخدمات إمكانية المشاركة والولوج. كما يمنع القانون الأكثر حداثةً، قانون العجز الأمريكي 1990، والذي أصبح موضع تنفيذ عام 1992، أرباب الأعمال الخاصة، والحكومات المحلية والتابعة للدولة كذلك، ووكالات التوظيف بالإضافة إلى اتحادات الأعمال من التمييز ضد المعاقين والعاجزين المؤهلين من إجراءات التقدم للتوظيف، الإيجار، والفصل، والعلاوات، والتعويضات، بالإضافة إلى التدريب الوظيفي وبشكلٍ محددٍ، شروط وامتيازات الوظيفة. ويتضمن ذلك المنظمات ومنها شركات البيع بالتجزئة، والمسارح السينمائية، والمطاعم كذلك. حيث يجب عليهم توفير «الإقامة المناسبة» للأفراد ذوي الاحتياجات المختلفة. وتمتد الحماية لأي فردٍ ذي: (أ) ضعف جسدي أو عقلي والذي يُعيقه بصورةٍ جوهريةٍ من ممارسة واحداً أو أكثر من أنشطة الحياة الرئيسية الخاصة به أو بها، (ب) سجل يشتمل على مثل ذلك الضعف، أو (ث) ملاحظة الفرد وهو يعاني من مثل ذلك الضعف. ويتمثل المعياران الثاني والثالث في ضمان الحماية من التمييز الجائر المبني على إدراك المخاطرة، فقط بسبب أن شخصاً ما لديه سجل بضعفٍ ما أو يبدو أنه يعاني من عجزٍ أو إعاقةٍ أو مرضٍ ما (مثال ذلك؛ السمات والملامح التي قد يُعتد بها على أنها إشارات لمرضٍ ما).

#### الأمريكيون من أصولٍ أفريقيةٍ والعجز
وصل تعداد المجتمع الأمريكي من أصولٍ أفريقيةٍ إلى أعلى معدلٍ للعجز بنسبة 20.8 %، وذلك وفقاً لما ورد بتعداد السكان الأمريكي عام 2000 م، وهو أعلى بصورةٍ طفيفةٍ عن معدل العجز العالمي الذي وصل إلى 19.4%. وبالرغم من أن الأفراد قد تفهموا الأمر بشكلٍ أفضلٍ مما سبق وتقبلوا مختلف صور العجز، إلا أنه ما زال هناك وصمة عارٍ مرتبطةٍ بمجتمع العاجزين. كما أن الأمريكيين من أصولٍ أفريقيةٍ ليسوا معرضين فقط لمثل وصمة العار تلك فقط، ولكنهم معرضون كذلك للقوى الإضافية لسباق التمييز. حيث أن النساء العاجزاتٍ الأمريكياتٍ من أصولٍ أفريقيةٍ تواجهن صوراً رهيبةً للتمييز بسبب ظروفهم، وعرقهم، وجنسهم. وقد وصفت دكتور إيدي غلين بجامعة هوارد ذلك الوضع بأنه متلازمة «الخطر الثلاثي».

#### الإدارة الاجتماعية
تعرف إدارة الضمان الاجتماعي الأمريكية العجز على أنه عدم القدرة على أداء نشاط مربح حقيقي، والذي من خلاله تقصد "العمل بدفع الحد الأدنى للأجور أو أفضل"". وقد دمجت الوكالة ذلك النشاط المربح الحقيقي مع "قائمةً من الظروف الطبية التي تؤهل الأفراد للحصول على الفائدة".

#### التعليم
يقتصر الدعم التعليمي الخاص على الأطفال والشباب الذين ينتمون لواحدةٍ من تصنيفات العجز (مثال ذلك صعوبات التعلم الخاصة)، وذلك بموجب قانون تعليم المعاقين، وإضافةً إلى ذلك ليصبح ذلك مشروعاً، قد يحتاج الطلاب إلى كلٍ من التربية الخاصة (التعليم المعدل التكيفي) والخدمات المصاحبة (صور الدعم ومنها الكلام وتحليل اللغة).

#### التأمين
من غير المشروع أن يقوم أصحاب شركات التأمين بكاليفورنيا برفض منح شهادة تأمين على السيارة للسائقين الحاصلين على رخصة قيادة فقط لأنهم يعانون من إعاقة أو عجز. كما أنه من غير المشروع كذلك لهم أن يرفضوا منح شهادة تأمين على السيارة «بناءً على أن المالك للسيارة المراد التأمين عليها هو أعمى»، إلا أنه مسموح لهم أن يستثنوا تغطية الإصابات والأضرار الناجمة عن كون ذلك الشخص الأعمى، وهو المالك غير المرخص له بالقيادة، هو من كان يقوم بالفعل بقيادة تلك السيارة (حيث أن القانون قد صيغ بشكلٍ واضح للسماح للعمي بشراء والتأمين على السيارات التي يقوم أصدقاؤهم أو أحد أفراد أسرهم أو من يعتني بالسيارة بقيادتها لهم).

## علم الأوبئة

### صعوبات القياس
يعد علم دراسة التعداد السكاني للعجز علماً صعباً. فعملية تعداد الأشخاص العاجزين والمعاقين تعد مسألة تحدٍ. ويرجع ذلك إلى أن العجز ليس فقط وضعٌ قائمٌ للحالة، إلا أنه احتواء للكيان الداخلي للفرد بصورةٍ كليةٍ. فضلاً عن أنه تفاعلٌ فيما بين الوضع الطبي (و لنقل، المعاناة من انخفاض الرؤية أو العمى) والبيئة.(هذا المقطع في حاجة لتوثيق)

### التقديرات العالمية
تعد تقديرات الأرقام العالمية والقومية للأفراد العاجزين من الأمور المثيرة للإشكاليات. وعلى الرغم من تنوع الطرق المتبعة في تشخيص العجز، إلا أن الديمغرافيين يتفقون أن عدد سكان العالم من العاجزين والمعاقين يعد كبيراً جداً. وعلى سبيل المثال، في عام 2004، قدرت منظمة الصحة العالمية عدد سكان العالم بنحو 6.5 مليار نسمة، وأن هؤلاء الذين يعانون من إعاقة أو عجز سواءً بصورةٍ معتدلةٍ أو حادةٍ وصل عددهم إلى 100 مليون نسمة. وفي الولايات المتحدة الأمريكية تشكل نسبة المعاقين الأمريكيين نحو ثالث أكبر أقلية من المعاقين أو العاجزين (و ذلك بعد كلٍ من المعاقين من أصولٍ لاتينيةٍ وأمريكيةٍ أفريقيةٍ)؛ وو الذين يصل عددهم مجمعين معاً إلى نحو ثلاثين مليوناً عاجزاً بأمريكا. وصل تعداد البالغين العاجزين والمعاقيين في الولايات المتحدة الأمريكية وفقاً لمكتب التعداد السكاني الأمريكي عام 2005 إلى نحو 32 مليون بالغ عاجز (سن 18 عاماً)، بالإضافة إلى خمسة ملايين طفلٍ آخرٍ وشابٍ عاجزٍ (تحت سن الثامنة عشرة). وإذا أردنا أن نضيف نسبة الضعف – أو من يعانون من قيودٍ والتي تقصر عن مستوى الإعاقة – فيُقدر مكتب التعداد السكاني العدد بنحو 51 مليون نسمة.
كما أن هناك اتفاقاً مشتركاً فيما بين الخبراء في مجال العجز والإعاقة أن الأمر أكثر انتشاراً في الدول النامية عنها في الدول المتقدمة.
و قد عاد نحو 8 ملايين رجل أوروبي إلى أوطانهم وهم يعانون من عجزٍ دائمٍ بعد انتهاء الحرب العالمية الأولى سواءً على أثر إصابةٍ أو مرضٍ. وقد قفزت نسبة العاجزين من المحاربين الأمريكيين إلى 25% منذ عام 2001- لتصل إلى نحو 2.9 مليون عاجز.
في حين وصلت أعداد العاجزين إلى أكثر من مليون فردٍ بعد انتهاء سنوات الحرب في أفغانستان. وتعد تلك النسبة أعلى النسب في العالم أجمع. وقد قُدرت أعداد الأفغان الذين فقدوا أطرافهم بنحو 80000 أفغاني، ويرجع ذلك بصورةٍ أساسيةٍ إلى الألغام الأرضية.

## المجتمع والثقافة

### الأحداث الجارية
و تتمثل الأحداث في الحقوق السياسية والدمج الاجتماعي والمواطنة. حيث امتدت أبعاد المناقشة بالدول النامية إلى ما وراء القلق والاهتمام بالتكلفة المدركة للحفاظ على الأفراد العاجزين الذين هم في حاجة إلى الاعتماد على الآخرين لمحاولة إيجاد سبلٍ فعالةٍ لضمان أن العاجزين يستطيعون حينها المشاركة والمساهمة في المجتمع وفي جميع مجالات الحياة كذلك.
و يشعر العديد بالرغم من ذلك بالقلق تجاه أن الحاجة العظمي لابد من مواجهتها في الدول النامية – حيث تقطن غالبية العاجزين والمقدر عددها بنحو 650 مليون فرد. كما أنه لابد من بذل قدراً كبيراً من العمل والجهد لمواجهة تلك الاهتمامات المختلفة بدءاً من إمكانية الوصول والولوج والتعليم وصولاً إلى التمكين الذاتي والوظيفة ذات الاعتماد الذاتي للفرد بل وإلى أبعد من ذلك أيضاً.
و قد ركز الناشطون في مجال العجز والإعاقة خلال الأعوام القليلة الماضية على الحصول على حق المواطنة الكامل للعاجزين والمعاقين.
و بالرغم من أن بعض العقبات القابعة في بعض الدول تتمثل في الحصول على وظيفةٍ بدوامٍ كاملٍ، فإن التقبل العام للعاجزين والمعاقين قد يختلف ويتنوع من مكانٍ إلى آخر.

### حركة حقوق العجز
يقود حركة حقوق العاجزين والتي كانت قد تكونت في السبعينات من القرن العشرين مجموعةٌ من العاجزين المعاقين. وغالباً ما يُنظر إلى تلك الدعوى الذاتية على أنها مسؤولة بشكلٍ كبيرٍ عن التحول نحو المعيشة المستقلة والقدرة على الوصول. وقد اقتبس مصطلح «المعيشة المستقلة» من تشريع كاليفورنيا لعام 1959 والذي مكَّن الأفراد الذين أصيبوا بالعجز نتيجة شلل الأطفال من أن يغادروا أجنحة المستشفى ويعودوا إلى المجتمع من خلال العوائد النقدية التي تمكنهم من شراء المساعدة والمساندة الشخصية في أداء الأنشطة الخاصة بالحياة اليومية.
و بالرجوع إلى أصولها الممتدة إلى الحقوق المدنية الأمريكية وحركات المستهلك في أواخر الستينات من القرن العشرين، فقد انتشرت تلك الحركة وفلسفتها إلى القارات الأخرى مؤثرةً بذلك على التصور الذاتي والمنظمات والسياسة الاجتماعية.

### التـأمين ضد العجز
تعد مساعدة العجز أو معاش العجز إحدى صورالتأمين ضد العجز الأساسية، والتي تقوم الوكالات الحكومة بتوفيرها للأفراد غير القادرين بشكلٍ مؤقتٍ أو دائمٍ على العمل بسبب العجز أوالإعاقة. ويتم منح مساعدة العجز في الولايات المتحدة الأمريكية تحت بند دخل الضمان التكميلي، وفي كندا، يتم منحها تحت بند المخطط الكندي للمعاش. في حين أنه في بعض الدول الأخرى يتم منح مساعدة العجز تحت بند أنظمة الضمان الاجتماعي.
كما أن تكلفة معاش العجز تتزايد وتنمو في الدول الغربية بشكلٍ مطردٍ، خاصةً في الدول الأوروبية والولايات المتحدة الأمريكية. وقد أفادت التقارير أن معدلات الإنفاق على معاش العجز في المملكة البريطانية المتحدة تم حسابه بنسبة 0.9% من الناتج المحلي الإجمالي في عام 1980، ولكنه وصل خلال عقدين من الزمن إلى 2.6% من الدخل المحلي الإجمالي. وقد أوردت العديد من الدراسات في تقاريرها وجود علاقة بين الغياب المتزايد عن العمل بسبب المرض وارتفاع مخاطرة الفشل في توفير معاش العجز.
في حين اقترحت إحدى الدراسات في الدنمارك أن المعلومات المتوفرة عن أيام الغياب المبلغة ذاتياً بسبب المرض قد تساعد في التعرف بشكلٍ فعالٍ على المجموعات المحتملة للحصول على معاش العجز في المستقبل. وقد توفر تلك الدراسات معلوماتٍ مفيدةٍ لرجال السياسة والسلطات المتعاملة مع تلك القضايا بالإضافة إلى أرباب الأعمال والأطباء كذلك.
و بصورةٍ خاصةٍ يلعب التأمين ضد العجز بهدف الحصول على الفائدة دوراً في توفير دخلٍ للعاجزين والمعاقين، إلا أن البرامج القومية تعد الشبكة الآمنة التي تضم معظم المحتاجين للمساعدة.

## رؤية إسلامية للأشخاص ذوي الاحتياجات الخاصة
لا شك أن منـزلة ذوي الاحتياجات الخاصة من مبادئ الإسلام كسائر ما ينـزل بساحة الفرد أو الجماعة من المسلمين من ابتلاء، وبمقتضى العقيدة الإسلامية ينبغي استقباله على أنه قدر الله عز وجل المكتوب في الأزل لا رادّ له إلا هو، قال تعالى: وَلَنَبْلُوَنَّكُمْ بِشَيْءٍ مِنْ الْخَوْفِ وَالْجُوعِ وَنَقْصٍ مِنْ الأَمْوَالِ وَالأَنفُسِ وَالثَّمَرَاتِ وَبَشِّرْ الصَّابِرِينَ (155) الَّذِينَ إِذَا أَصَابَتْهُمْ مُصِيبَةٌ قَالُوا إِنَّا لِلَّهِ وَإِنَّا إِلَيْهِ رَاجِعُونَ (156) أُوْلَئِكَ عَلَيْهِمْ صَلَوَاتٌ مِنْ رَبِّهِمْ وَرَحْمَةٌ وَأُوْلَئِكَ هُمْ الْمُهْتَدُونَ (157) (البقرة:155-157).

### مظاهر عناية الإسلام بالمعاقين وحقوقهم
الابتلاء سنة ربانية ماضية على ما اقتضى حكمة الرب وعدله: (وَبَلَوْنَاهُمْ بِالْحَسَنَاتِ وَالسَّيِّئَاتِ لَعَلَّهُمْ يَرْجِعُونَ)، (وَنَبْلُوكُمْ بِالشَّرِّ وَالْخَيْرِ فِتْنَةً وَإِلَيْنَا تُرْجَعُونَ)، ومن هؤلاء الذين ابتلوا بالمصائب المعاقون ذو الاحتياجات الخاصة، والإعاقة حقيقتها إصابة الإنسان من آفات أو نقص في بدنه، وفقد بعض حواسه، وعقله وسلوكه، وهذا المبتلى إذا صبر ورضي، وطمأن قلبه كان ذلك خيرا له، فإن البلاء من أوسع أبواب تكفير الخطايا والسيئات، يقول صلى الله عليه وسلم: «مَا يُصِيبُ الْمُؤْمِنَ مِنْ أَذًى مَرَضٍ فَمَا سِوَاهُ إِلاَّ تحاط خطاياه كَمَا تَحُطُّ الشَّجَرَةُ وَرَقَهَا»، وقال أيضا صلى الله عليه وسلم: «لاَ يَزَالُ الْبَلاَءُ بِالْمُؤْمِنِ فِي نفسه ومَالِهِ وَوَلَدِهِ حَتَّى يَلْقَى اللَّهَ وليس عليه خَطِيئَةٍ»، ويقول صلى الله عليه وسلم: «مَا يُصِيبُ الْمُؤْمِنَ مِنْ نَصَبٍ وَلاَ وَصَبٍ وَلاَ هَمٍّ وَلاَ غَمٍّ وَلاَ حَزَنٍ وَلاَ أَذًى حَتَّى الشَّوْكَةُ يُشَاكُهَا إِلاَّ كَفَّرَ اللَّهُ بها مِنْ خَطَايَاهُ».
- أن هؤلاء المعاقون إنسان مثلنا في الإنسانية والبشرية يدخلون في عموم قوله: (وَلَقَدْ كَرَّمْنَا بَنِي آدَمَ وَحَمَلْنَاهُمْ فِي الْبَرِّ وَالْبَحْرِ وَرَزَقْنَاهُمْ مِنْ الطَّيِّبَاتِ وَفَضَّلْنَاهُمْ عَلَى كَثِيرٍ مِمَّنْ خَلَقْنَا تَفْضِيلاً)، فهو إنسان مثلك فإعاقته لا تحط من قدر إنسانيته، ولا يجب التكبر والتعالي عليه.
- أن الله جلَّ وعلا جعل الكريم عنده من أتقاه وأطاعه، قال جلَّ وعلا: (إِنَّ أَكْرَمَكُمْ عِنْدَ اللَّهِ أَتْقَاكُمْ إِنَّ اللَّهَ عَلِيمٌ خَبِيرٌ)، فأكرمنا أتقانا لله ليس من صحة أبداننا ومظهرنا، وإنما صلاح قلوبنا وأعمالنا، يقول صلى الله عليه وسلم: «إِنَّ اللَّهَ لاَ يَنْظُرُ إِلَى صُوَرِكُمْ وَأبدانكم؛ وَلَكِنْ يَنْظُرُ إِلَى قُلُوبِكُمْ وَأَعْمَالِكُمْ»، إن الرحمة بالإسلام التي تطلب العون والإحسان، وجاءت بها شريعة الإسلام تضرب المثل الأعلى في المحافظة على حقوق الإنسان المعاق أولى بها من غيره، لأن الأمة الإسلامية أمة تراحم وتعاون وتعاطف لا يمكن أن يضيع بينهم معاق يقصره شيء من الأمور والناس في غنى وفضل وراحة.[39]
- وللمعاقين في الإسلام حقوق عظيمه أمر الإسلام بمخالطتهم، ونهى عن التقزز عنهم، فإن في مخالطتهم أناسا لهم، وإظهاراً بشعور المحبة والمودة وإنهم إخوانه في الدين والإنسانية يستند إليهم، ويتقوى بهم، وهذا شأن المسلمين في أحوالهم كلها، وأن تهيأ الحياة الكريمة لهم، ليعيشوا مع إخوانهم السالمين في راحة وطمأنينة.[39]

### أسس معاملة الأشخاص ذوي الاحتياجات الخاصة في السنة النبوية
```
المبدأ الإسلامي العظيم في تكريم الإنسان يتيح لنا إمكانية أن نفهم كيف اتسمت معاملة ذوي الاحتياجات الخاصة بالصفة الخُلُقية السامية، والأدلة على ذلك كثيرة منها:
```

- المستوى النفسيمن وجوه حفـظ هذا الاعتبـار الأدبي لذوي الاحتيـاجـات الخاصة في أحـكام الإسلام ما ورد من النهي عن السخرية من الآخرين والتنـابز بالألقـاب؛ قال تعالى: يَا أَيُّهَا الَّذِينَ آمَنُوا لا يَسْخَرْ قَومٌ مِنْ قَوْمٍ عَسَى أَنْ يَكُونُوا خَيْراً مِنْهُمْ وَلا نِسَاءٌ مِنْ نِسَاءٍ عَسَى أَنْ يَكُنَّ خَيْراً مِنْهُنَّ وَلا تَلْمِزُوا أَنفُسَكُمْ وَلا تَنَابَزُوا بِالأَلْقَابِ بِئْسَ الاِسْمُ الْفُسُوقُ بَعْدَ الإِيمَانِ وَمَنْ لَمْ يَتُبْ فَأُوْلَئِكَ هُمْ الظَّالِمُونَ (الحجرات:11)، فعن التنابز بالألقاب في الآية يقول الإمام الطبري: «إن الله تعالى ذكره نهى المؤمنين أن يتنابزوا بالألقاب، والتنابز بالألقاب هو دعاء المرء صاحبه بما يكرهه من اسم أو صفة، وعمّ الله بنهيه ذلك، ولم يخصص به بعض الألقاب دون بعض، فغير جائز لأحد من المسلمين أن ينبز أخاه باسم يكرهه أو صفة يكرهها» ولا شك أن مناداة صاحب الاحتياجات الخاصة بها من أكره الأشياء إلى قلبه، فالتحريم في الآية كفٌ لعامل من عوامل زيادة الأسى النفسي إلى أسى العاهة، ولا عجب أن نرى - بعدئذ- من يُنادى بعاهته في حالة يُرثى لها من الصراع النفسي، والحقد الاجتماعي، والنظرة المتشائمة للحياة.[38]